# Hans Joachim Paap
Hans Joachim Paap (* 1960 in Braunschweig) ist ein deutscher Architekt.

## Leben

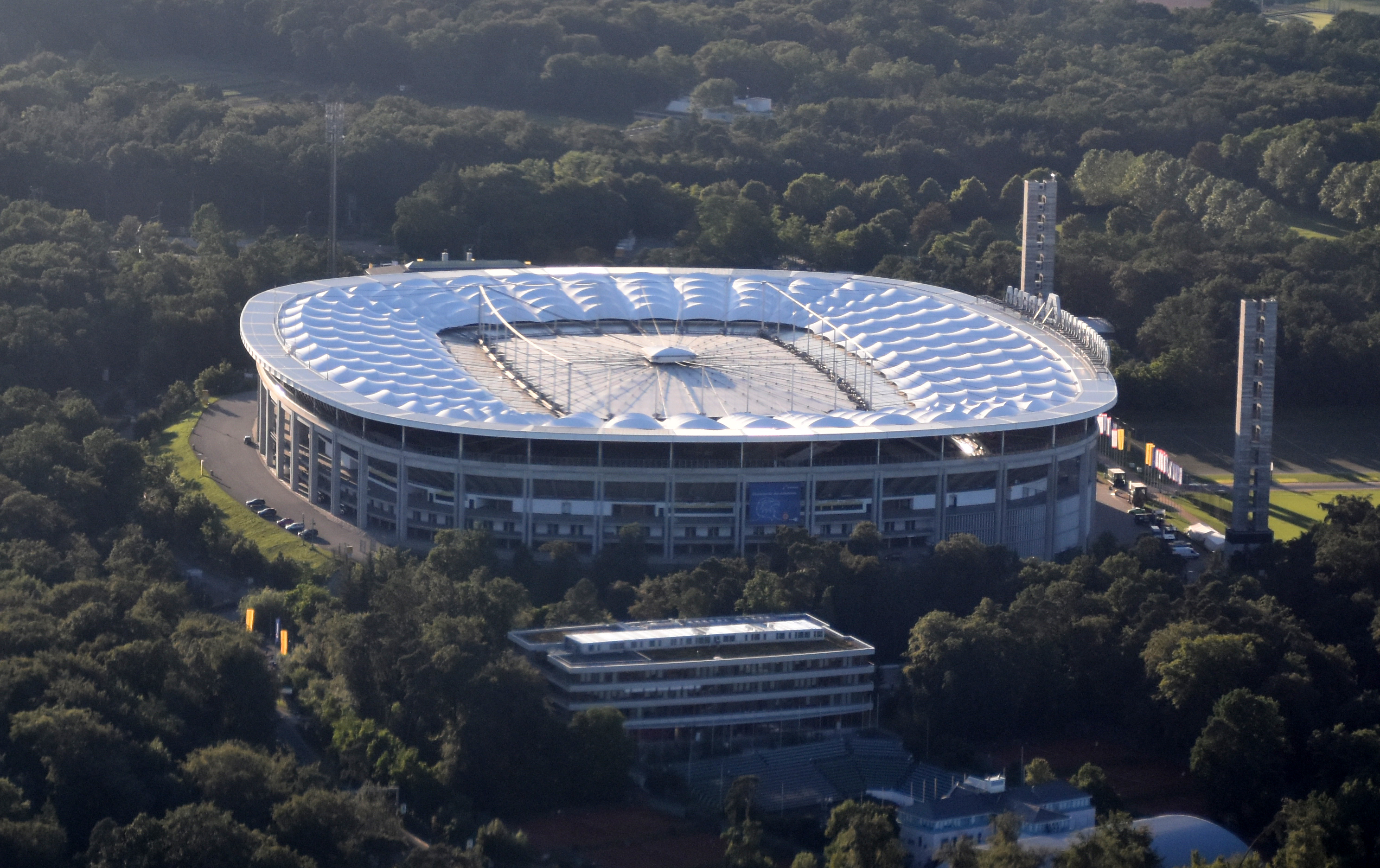
Commerzbank-Arena, Frankfurt am Main

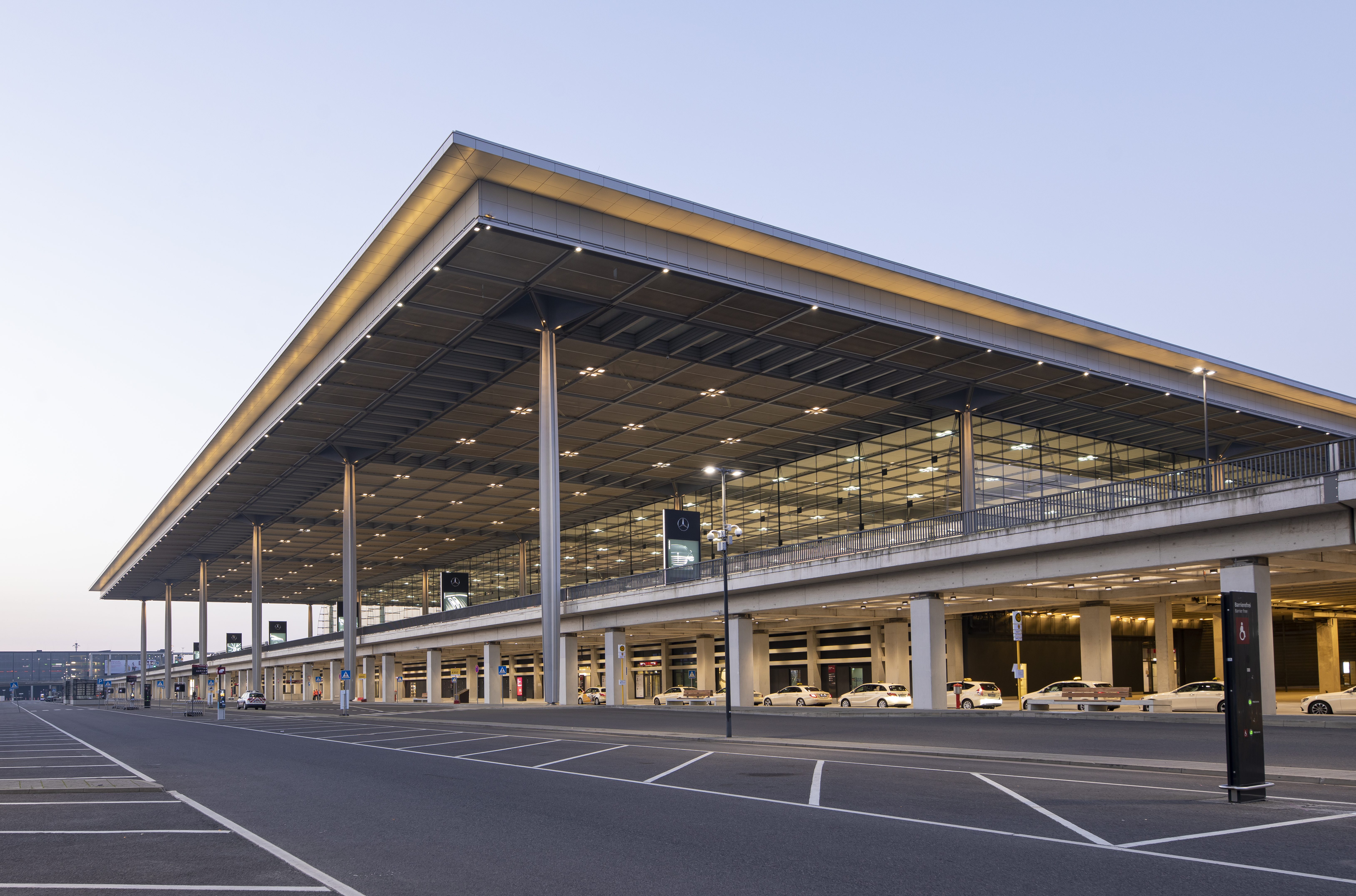
Flughafen Berlin Brandenburg

Hans Joachim Paap studierte Architektur an der Technischen Universität Braunschweig, wo er 1990 seine Diplomprüfung ablegte. Anschließend arbeitete er u. a. im Architekturbüro Jourdan und B. Müller in Frankfurt am Main. Von 1995 bis 2001 war Paap Assistent am Institut für Baugestaltung der TU Braunschweig bei Meinhard von Gerkan. Seit 1997 arbeitet er im Büro gmp - von Gerkan, Marg und Partner, 2009 wurde er assoziierter Partner bei gmp und 2021 Partner.
Seit 2013 ist Paap Mitglied im Bund Deutscher Architekten BDA, 2019 wurde er stellvertretender Vorsitzender des Berliner Landesverbandes des BDA, 2016 Vorsitzender der Hans-Schaefers-Stiftung. Paap ist darüber hinaus in Preisgerichten für Architekturwettbewerbe und als Referent bei berufsständischen und baukulturellen Veranstaltungen aktiv. Er ist bekannt als „international anerkannter Architekt für Stadionbauten“ sowie als „Architekt des Hauptstadtflughafens“ Berlin-Brandenburg, den er „federführend entworfen“ hat.

## Bauten (Auswahl)
- Commerzbank-Arena, Frankfurt am Main[10]
- Flughafen Berlin Brandenburg
- Quartier am Nordhafen/Heidestraße, Europacity Berlin[11]

## Veröffentlichungen
- Meinhard von Gerkan, Hubert Nienhoff und Hans Joachim Paap (Hrsg.): Flughafen Berlin Brandenburg Willy Brandt. Jovis, Berlin 2021, ISBN 978-3-86859-686-1.